# Евронимус
Ойстейн Ошет (на норвежки: Øystein Aarseth /ˈøʏstɛɪn ˈɔʂət/), известен с псевдонима си Евронимус (Euronymous), е норвежки музикант, познат най-вече с участието си в норвежката блек метъл банда Мейхем, която се смята за една от основополагащите на този жанр.
Той също така е и създател на лейбъла за екстремен метъл „Deathlike Silence Productions“, както и собственик на музикалния магазин „Helvete“.
Евронимус е важна част от ранната норвежка блек метъл сцена, както и нейната централна фигура, докато не е убит от свой колега музикант Варг Викернес през август 1993 г.

## Биография

### Характер и вярвания
Според книгата „Lords of Chaos“, Евронимус винаги се облича в черно от глава до пети, също и си боядисва косата в черно за максимален ефект. Има дълги, аристократични мустаци и носи ботуши до коленете. Черното му кожено яке е украсено със значки. Когато говори, като че ли е сериозен, но понякога излъчва помпозност, граничеща с театралното.
Евронимус твърди, че е теистичен сатанист. Теистичният сатанизъм, в който вярва Евронимус е инверсия на римокатолическата догма.
Той твърди: „Вярвам в рогатия дявол. Сатанизма идва от християнството. Аз съм религиозен човек и ще се боря против тези, които злоупотребяват с името Му. Хората не трябва да вярват в себе си и да бъдат индивидуалисти. Те трябва да се подчиняват, да бъдат роби на религията. Ние славим злото. Ние вярваме сляпо в божествено създание, точно като християните“. За връзката между религията и науката, той казва: „Учените не могат да опровергаят религията. Колкото и да се опитвате, не можете да обясните цялата вселена.“
Той се противопоставя и на сатанинските и окултни учения на Антон ЛаВей (основателят на Църквата на Сатаната) и Алистър Краули – те проповядват атеистичния сатанизъм и не вярват директно в Сатаната, а просто го използват като символ и това ядосва Евронимус. Той смята, че единственият вид сатанизъм, който трябва да съществува е теистичният – този, в който се вярва и се подчинява на Сатаната. Според него другите видове сатанизъм насърчават това, което той вижда като „мир“ и „лекомислие“, както и индивидуализъм. Той твърди, че е против индивидуализма и заявява: „Никога не приемам група, която проповядва идеите на Църквата на Сатаната, тъй като те са просто един куп свободни и обичащи живота атеисти, което е точно обратното на мен“.
Както ще се спомене по-късно, приятелите и познатите на Евронимус казват, че тези твърдения са просто част от образа, който Евронимус се опитва да създаде за себе си.
Политическите му нагласи са комунистически. Той членува в норвежката Комунистическата младежка група „Rød Ungdom“. Според колегата му музикант Frost, от там той сигурно усъвършенства лидерските си способности, които по-късно прилага, когато е „лидер“ на „вътрешния кръг на блек метълите“. Той напуска „Rød Ungdom“, тъй като установява, че те са „просто един куп хуманисти“. Твърди, че е силно заинтересован от тоталитарния стил на комунизма, практикуван от Йосиф Сталин и Пол Пот. Твърди се, че Николае Чаушеску е един от идолите му и той събира сувенири от Източния блок.
Музиката има силно влияние върху Евронимус и неговите възприятия за света, но нещата ескалират в не особено благоприятна посока. Той прави всичко възможно да превърне блек метъл сцената в „зла“ и сатанистична и демонстрира крайния си фанатизъм към злото и мрака. Според хората, които го познавали по-добре обаче, това е било просто имидж за пред медиите. Те твърдят, че Евронимус е момче с отличен успех в училище, което тренира, не пуши, не пие, близък е с родителите си, които обаче изобщо не знаят и не разбират цялостната идея зад тази музика и идеология. Според познатите на Евронимус, сред които и членове на норвежката блек метъл сцена, целият екстремен сатаничен образ, който той създава е просто един образ, който има много малко общо с истинския му характер. Те твърдят, че цялостната му идея е просто да сплаши хората. Също казват, че към края на живота си започва да се вживява прекалено много в тази роля и започва да казва на хората, че са безполезни и че той е най-добрия, и е „дефиницията на блек метъла“. Според тях ежедневието му се превръща в абсолютен театър.

### 1984 – 1991: Мейхем и Дед
Аарсет формира Мейхем пред 1984 г. заедно с басиста Йорн Стуберуд (Некробъчър) и барабаниста Менхайм. По това време той използва псевдонима 'Destructor', но по-късно го сменя на Euronymous (Евронимус). Прякорът идва от демона Eurynomos..
През лятото на 1986 г., Евронимус, Некробъчър и Йон Кристиансен посещават немската траш метъл група Асасин и записват демото „Metalion in the Park“ под името Checker Patrol.
През 1988 г., Пер Олин (Дед) става вокалистът на Мейхем, а Ян Аксел Бломбърг (Хелхамър) става техния барабанист.
Към 1991 г., Дед, Евронимус и Хелхамър живеят заедно в къща в гората на Крякстад, близо до Осло, Норвегия. Те използват къщата и за репетиции. Некробъчър обяснява, че след като живели заедно известно време, Дед и Евронимус вече не се разбират много добре и развалят приятелски отношения. Хелхамър разказва, че веднъж Дед дори отива да спи навън в гората и Евронимус излиза след него да стреля с ловджийска пушка във въздуха, за да не му даде да спи дори и там.
През април 1991 г. Дед се самоубива в къщата в Крякстад. Той остава няколко дни сам там. След като си прерязва вените и врата с кухненски нож, той се прострелва в главата с оръжието на Евронимус, пълно с амунициите, подарени на Дед като коледен подарък от Варг Викернес. Прибирайки се, Евронимус намира къщата заключена и се налага да се покатери през отворен прозорец. Виждайки какво е станало, прави всичко възможно да се сдобие със снимки в близък план, преди да извика полицията. Най-известната от тях може да се види на обложката на бутлег албума „Dawn of the Blackhearts“. Другите са унищожени по-късно, след убийството на Евронимус.
Спекулира се, че е знаел за намеренията на Дед и нарочно го оставя сам. Също се носят слухове, че Евронимус прави медальони от парчета от черепа на Дед, които изпраща на близки хора от кръга му, които смята за достойни да ги притежават. Друг слух е, че сготвя и опитва малко от мозъка му, за да се самопровъзгласи за „канибал“. Твърди се, че не скърби за смъртта на приятеля си и сам разнася всевъзможни слухове за да запази „бруталния“ имидж на Mayhem. Некробъчър остава ядосан и разстроен от поведението му и не след дълго напуска групата.

Той разказва за това как Евронимус му съобщава за самоубийството на Дед:
Ойстейн ми се обади на следващия ден... и каза „Дед направи нещо много готино! Самоуби се.“ Аз си помислих: Откачи ли? Какво значи „готино“? И той ми каза, „Спокойно, заснел съм всичко“. Аз бях в шок. Единственото, което го интересуваше беше как да го експлоатира. Казах му „Недей дори да ми звъниш преди да унищожиш тези снимки“.
Евронимус използва самоубийството на Дед за да подхранва легендата за Мейхем и да поддържа техния зъл и брутален имидж. Целта му е да породи страх в „нормалните“ хора и „позьорите“. По тази причина той измисля и разнася и слухът, че Дед се самоубива именно, защото блек метълът се комерсиализира и са се навъдили прекалено много позьори, които не разбират истинският смисъл зад тази музика.
Некробъчър по-късно спекулира, че правенето на тези снимки и принуждаването на това и други да ги гледат е начин за Евронимус да се справи с шока от това, че вижда свой приятел мъртъв. Според него Euronymous e „влезнал във фантастичен свят“. Фауст, барабаниста на Emperor, твърди, че поради самоубийството на Дед, Евронимус превръща блек метъл сцената в обсебена от всичко „зло“ и „сатанистко“. Менхайм казва, че след самоубийството, Евронимус се старае да прави възможно най-много екстремни прояви. Самоубийството довежда до неразбирателства между Евронимус и някои от приятелите му, които остават отвратени от отношението му към Дед от преди самоубийството му, както и поведението му след това. Некробъчър слага край на приятелството си с Евронимус.След самоубийството, Mayhem остава само с два члена: Евронимус и Хелхамър. Стиан 'Окълтъс' Йохансен е нает като нов басист и вокалист на Mayhem. Не след дълго, той напуска групата, след като получава смъртна заплаха от Евронимус.

### 1991 – 1993: „Helvete“ и горене на църкви
Около май и юни 1991 г., Евронимус отваря музикален магазин, наречен Helvete (на норвежки – „Ад“). В интервю, разказва: Оригиналната идея беше да се отвори специален магазин, цялостно за метъл музика, но това беше отдавна. Нормалният метъл вече не е много популярен, всичките деца вече слушат „дет“ метъл. Е, предпочитам да продавам неща на Judas Priest, отколкото на Napalm Death, но поне сега ще можем да се специализираме в „дет“ метъла и всичките позьори, които следват „модата“ ще знаят къде да намират „модерната“ си музика. Това поне ще ни помогне да печелим пари, с които да можем да предоставим и повече ЗЛА музика за истински ЗЛИТЕ хора. Но колкото и гадна музика да ни се наложи да продаваме, ще направим декорациите да са в блек метъл стил. Ще направим магазина да изглежда като черна църква. Също така имахме идета в магазина да е пълен мрак и на хората да им се налага да носят факли, за да могат да разглеждат.  Локацията е „Schweigaards gate 56“, Осло. Членовете на норвежката блек метъл сцена често се срещат в мазето на магазина. Това включва членовете на Mayhem, членовете на Emperor, Варг Викернес от Burzum и Снор 'Блекторн' Ръч от бандата Thorns. Евронимус също стартира и независимия музикален лейбъл „Deathlike Silence Productions“. Чрез него издава албумите на Mayhem и Burzum, както и на шведските групи Merciless и Abruptum. Евронимус, Варг и китаристът на Emperor – Самот всички живеят там за някакъв период. Фауст от Emperor също живее и работи там. Стените на магазина са боядисани в черно и окичени със средновековни оръжия, плакати на групи и дискове с картини, а на прозореца му има надгробен камък от полистирол.
Евронимус кани Викернес, който е пет години по-малък от него, да свири бас за Mayhem и му предлага да издаде музиката му от Burzum в лейбъла си. Твърди се обаче, че тяхното приятелство се превръща в съперничество. Фауст споменава: „Звучи доста глупаво, но мисля, че имаше някакво съревнование помежду им за това кой може да бъде по-„зъл“. Това създаде доста напрегната и трудна ситуация, особено за Евронимус, който искаше да бъде в центъра на прожекторите. При него имаше много дим, но не и огън."
На 6 юни 1992 г., църквата Fantoft Stave Church в Берген е разрушена от пожар. Викернес е заподозрян, но не е задържан. След тази случка започва огромна вълна от горене на църкви из цяла Норвегия, стартирана от музиканти, както и фенове на норвежката блек метъл сцена.
Евронимус присъства на горенето на Holmenkollen Chapel заедно с Викернес и Фауст, които са задържани за пожара след смъртта на Евронимус. Фауст твърди, че според него Евронимус идва с тях само, защото е „искал да докаже, че може и той да бъде част от това“. Твърди се, че за издаването на албума на Mayhem „De Mysteriis Dom Sathanas“, Викернес и Евронимус планират да изгорят църквата Nidaros Cathedral, която присъства на обложката на албума, но това така и не се случва. В интервю с шведско радио, Евронимус говори за паленето на църкви: „Християните трябва да почувстват, че има тъмна, зла сила, с която трябва да се борят, което ще ги направи по-екстремни. Ние вярваме, че когато една църква изгори, не само християните страдат, а като цяло човечеството. Когато една църква гори, християните усещат отчаяние, а обикновените хора са разстроени, защото една красива сграда е разрушена. По този начин разнасяме отчаяние и страдание, което е нещо хубаво.“
През януари 1993 г., в един от най-известните вестници в Норвегия, „Bergens Tidende“, се публикува статия, която слага блек метъл сцената под светлината на прожекторите. Варг Викернес (използвайки псевдонима си „Граф Гришнах“) дава анонимно интервю на журналист от този вестник, в което твърди, че той изгаря църквите и убива човек в Лилехамър. Според Викернес, анонимното интервю е планирано от него и Евронимус. Целта е да изплаши хората, да промотира блек метъла и да докара повече посетители на „Helvete“. Той добавя, че в интервюто не дава никакви ясни доказателства, че участва в каквото и да било престъпление. Въпреки това непосредствено след разпечатването на статията Викернес е арестуван. Някои от другите музиканти в сцената също са арестувани и разпитани, но са пуснати, защото няма доказателства срещу тях.
След случката с „Bergens Tirende“, Евронимус решава да затвори „Helvete“, тъй като започва да привлича вниманието на полицията и на медиите. Викернес и авторите на книгата „Lords of Chaos“ твърдят, че родителите на Евронимус го принуждават да затвори магазина.

## Убийство
Между Евронимус и Варг Викернес започва вражда, както и между Евронимус и шведската дет метъл сцена.
Тялото на Евронимус е намерено на 10 август 1993 г., на стълбите пред апартамента му с 23 прободни рани. Първоначално за убийството са обвинени музиканти от шведската дет метъл сцена, но по-късно се установява, че убиецът е именно Варг Викернес.
Варг Викернес твърди, че всичко започва с това, че Евронимус казва на някои от членовете на норвежката блек метъл сцена, че има планове да го убие. Той казва, че дори чува как Евронимус разказва за тези планове по телефона на техен общ приятел. Скоро след това, Евронимус му изпраща писмо, в което го кани да се видят и да подпишат договор, свързан с някой от общите им проекти. Викернес решава, че това е умишлено и че Евронимус иска да реализира своя план, но все пак отива, без обаче да го предупреди. Според Викернес, Снор идва с него само за да поговори с Евронимус и да му покаже нови китарни рифове. Докато Снор пуши долу пред сградата, Варг и Евронимус се сбиват, в резултат на което Варг намушква Евронимус с нож.
Варг твърди, че по-голямата част от раните са вследствие на това, че Евронимус пада върху стъкло. След убийството, Викернес и Снор Ръч тръгват обратно за Берген. По пътя спират близо до езеро, където Варг се отървава от дрехите, попити с кръв.
На 19 август 1993 г. Варг Викернес е арестуван в Берген. Много от хората от сцената, включително и Снор Ръч и Фауст, също са арестувани за разпит. На 16 май 1994 г., Викернес е осъден за 21 години (максималното наказание в Норвегия) за убийството на Евронимус, изгарянето на три църкви и опит за изгарянето на четвърта такава, както и за кражба на 150 кг експлозиви. Снор Ръч е осъден за 8 години. В деня на осъждането, две църкви са изгорени, вероятно като опит за символична подкрепа.

## Дискография
| Група          | Название                  | Записано    | Издадено | Забележки                                                                |
| -------------- | ------------------------- | ----------- | -------- | ------------------------------------------------------------------------ |
| Mayhem         | Pure Fucking Armageddon   | 1985        | 1985     |                                                                          |
| Checker Patrol | Metalion in the Park      | 1986        | 1986     |                                                                          |
| Mayhem         | Deathrehearsal            | 1987        | 1987     |                                                                          |
| Mayhem         | Deathcrush                | 1987        | 1987     |                                                                          |
| Mayhem         | Live in Leipzig           | 1990        | 1993     |                                                                          |
| Burzum         | Burzum                    | 1992        | 1992     | Продуцент. Само китарно соло във „War“ и гонг в „Dungeouns of Darkness“. |
| Burzum         | Det som engang var        | 1992        | 1993     | Само гонга в „Den onde kysten“.                                          |
| Mayhem         | Freezing Moon/Carnage     | 1990        | 1996     | След смъртта му.                                                         |
| Mayhem         | Out from the Dark         | 1991        | 1995     | След смъртта му.                                                         |
| Mayhem         | De Mysteriis Dom Sathanas | 1992 – 1993 | 1994     | След смъртта му.                                                         |